# Caio Ânio Anulino
Caio Ânio Anulino (em latim: Caius Annius Anullinus) foi oficial romano do século III, ativo no reinado dos imperadores Diocleciano (r. 284–305), Maximiano, Galério (r. 293–311) e Constâncio Cloro (r. 293–305).

## Vida

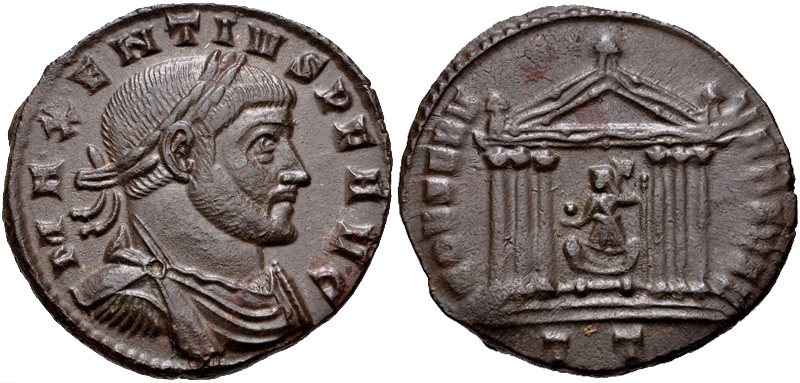
Fólis de Magêncio r.

Caio era nativo da África Proconsular e provavelmente era filho de Anulino e pai de Anulino. Ele foi nomeado em terceiro numa lista de pagamentos feitos por senadores, talvez para custear uma obra. Em 295, torna-se cônsul posterior com Númio Tusco. Entre 303-304, foi procônsul da África e foi qualificado pelos cronistas cristãos de "juiz ímpio". Entre 19 de março de 306 e 27 de agosto de 307 foi prefeito urbano de Roma e nessa posição apoiou Magêncio. Entre 27 de outubro e 29 de novembro de 312, novamente ocupou o ofício de prefeito urbano. Ele foi o último prefeito urbano de Magêncio, sendo nomeado no dia anterior da Batalha da Ponte Mílvia e dois dias antes de Constantino entrar em Roma.